# Mats Lavander
Mats Peder Lavander, född 16 mars 1980 i Piteå, är en svensk före detta professionell ishockeyspelare. Han är bror till före detta ishockeyspelaren Björn Lavander.

## Karriär
Mats Lavander spelade tidigare under ett antal säsonger för Gävle-klubben Brynäs IF som han vann SM-guld med säsongen 2011/2012. Han har även spelat för Luleå HF där han säsongen 2008/2009 bildade en framgångsrik anfallskedja med Johan Harju och Linus Omark. 
Under säsongen 2012/2013 drabbades Lavander av sjukdom med återkommande magproblem, någonting som gjorde att han missade ett antal matcher. Den 22 maj 2013 meddelade IF Björklöven att Lavander återvänder till klubben med ett treårskontrakt.
Efter att ha opererat höften meddelade Lavander den 7 november 2016 att han avslutade sin karriär.

## Klubbar
- Piteå HC 1997–2001 (A-lag)
- IF Björklöven 2001–2007, 2013–2015
- Luleå HF 2007–2011
- Brynäs IF 2011–2013